# The International Museum of World War II
The International Museum of World War II (deutsch „Das Internationale Museum des Zweiten Weltkriegs“) war ein Kriegsmuseum mit Schwerpunkt Zweiter Weltkrieg.

## Geschichte
Das Museum war 1999 zunächst als Museum of World War II durch den Amerikaner Kenneth W. Rendell gegründet worden, der es anschließend zwanzig Jahre lang als Museumsdirektor leitete. Im Jahr 2016 wurde der Name durch „The International“ erweitert, um die globale Perspektive des Museums zu unterstreichen. Es befand sich bis 2019 in Natick im Osten des amerikanischen Bundesstaates Massachusetts, etwa 25 km westlich von Boston.
Die Mission des Museums war es, den Besuchern anschaulich die Menschen der Generation des Zweiten Weltkriegs näher zu bringen und dadurch mitzuwirken, sie als Menschen „wie du und ich“ zu erkennen, sich mit ihren Sorgen und Ängsten zu identifizieren, und zu verstehen, was den Zweiten Weltkrieg international verursacht hat und wie er schließlich zu einem schrecklichen Preis beendet wurde.
Das Museum verfügte über mehr als 500.000 Ausstellungsstücke. Im Jahr 2019 musste es aufgelöst werden. Ein Großteil der Exponate wurde an den amerikanischen Unternehmer Ronald Lauder verkauft.